# Drosophila prostopalpis
Drosophila prostopalpis är en tvåvingeart som beskrevs av Elmo Hardy och Kaneshiro 1968. Drosophila prostopalpis ingår i släktet Drosophila och familjen daggflugor.
Artens utbredningsområde är Hawaii.